# Saint-Amant-Tallende
Saint-Amant-Tallende ist eine französische Gemeinde mit 1.811 Einwohnern (Stand: 1. Januar 2022) im Département Puy-de-Dôme in der Region Auvergne-Rhône-Alpes. Saint-Amant-Tallende gehört zum Arrondissement Clermont-Ferrand und zum Kanton Les Martres-de-Veyre (bis 2015: Kanton Saint-Amant-Tallende).

## Geographie
Saint-Amant-Tallende liegt etwa 14 Kilometer südlich von Clermont-Ferrand. Durch die Gemeinde fließt die Veyre. Umgeben wird Saint-Amant-Tallende von den Nachbargemeinden Chanonat im Norden, Le Crest im Nordosten, Tallende im Osten, Saint-Sandoux im Süden sowie Saint-Saturnin im Westen.

## Bevölkerungsentwicklung
| Jahr                       | 1962 | 1968 | 1975 | 1982 | 1990 | 1999 | 2006 | 2012 |
| Einwohner                  | 1104 | 1295 | 1378 | 1452 | 1505 | 1700 | 1787 | 1712 |
| Quellen: Cassini und INSEE |      |      |      |      |      |      |      |      |

## Sehenswürdigkeiten

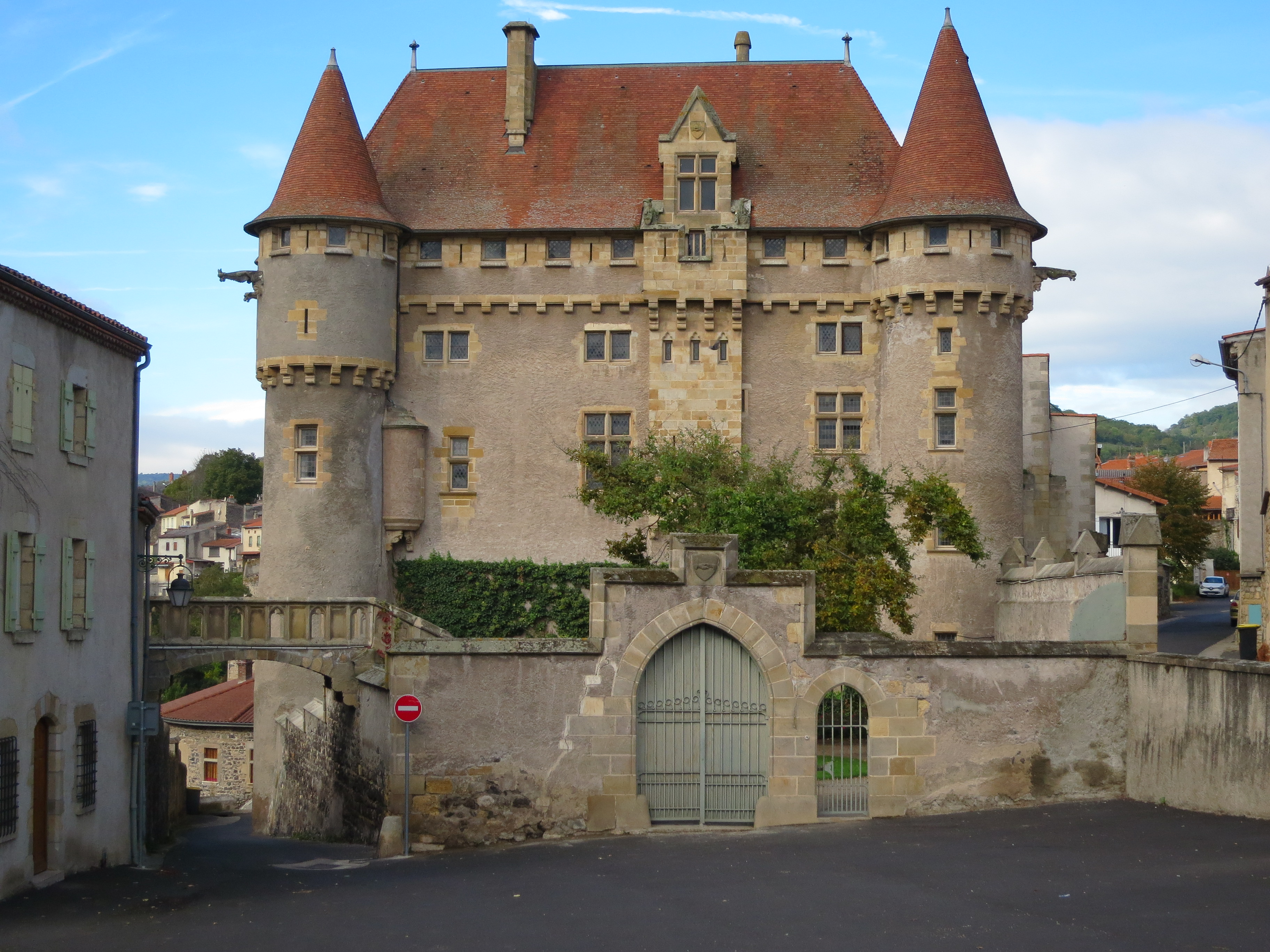
Oberes Schloss aus dem 14. Jahrhundert
- Schloss La Tour-Fondue (auch Unteres Schloss)
- Schloss Murol
- Schloss Tallende
- Konvent Les Récollets
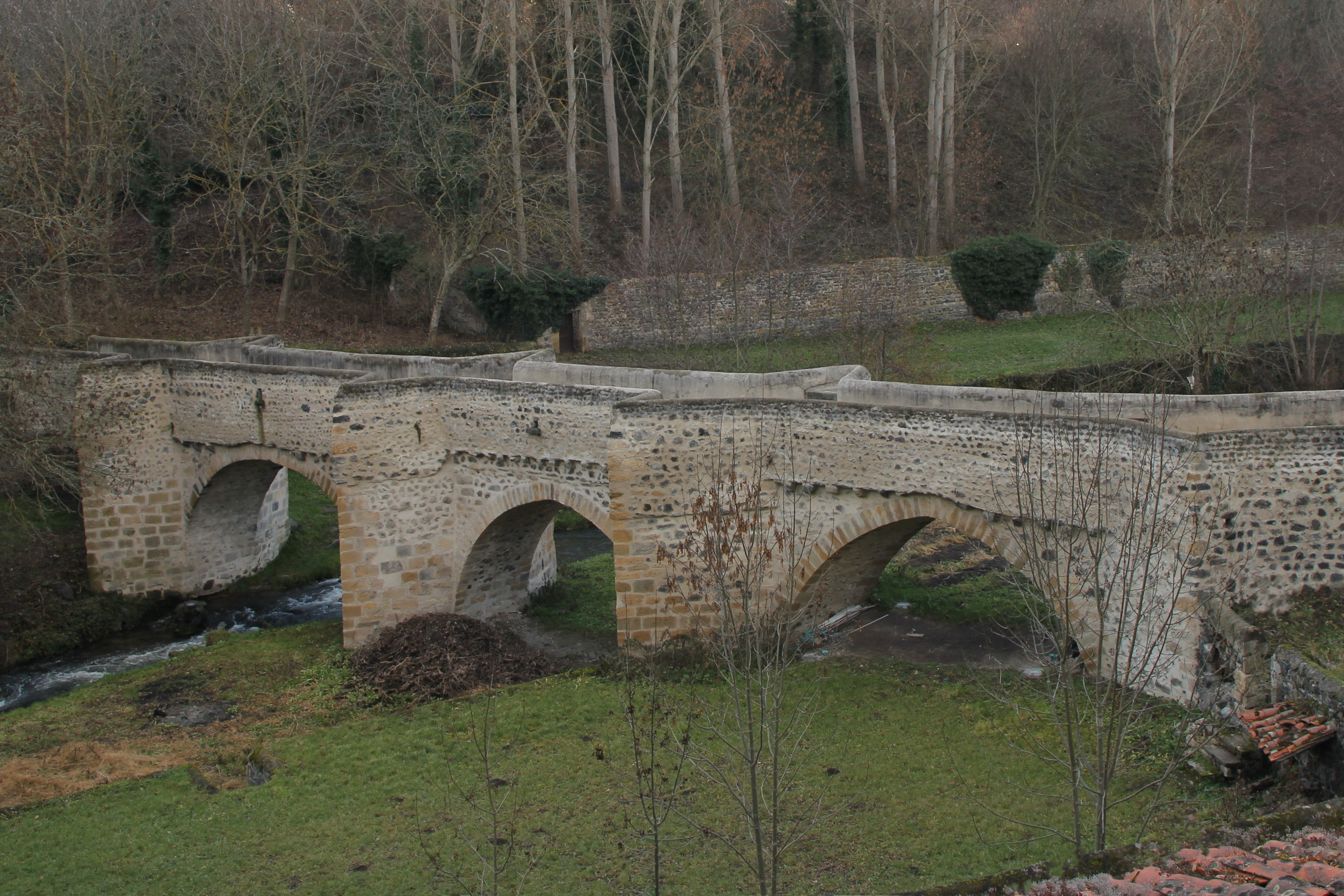
Brücke über die Monne

- Schloss Murol
- Brücke über die Monne

## Persönlichkeiten
- Blanche Selva (1884–1942), Komponistin und Pianistin
- Jean-Marie Villot (1905–1979), Kardinalstaatssekretär (1969–1979), Erzbischof von Lyon (1965–1967)